# Digital Linear Tape
Pour les articles homonymes, voir DLT.
Digital Linear Tape (DLT, anciennement nommée CompacTape) est une technique de sauvegarde de données informatiques sur bande magnétique. 

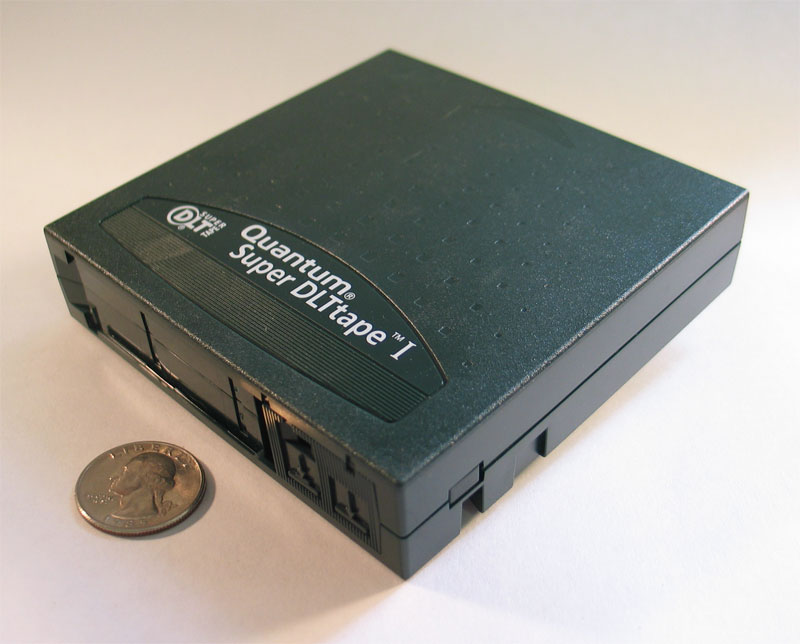
Cartouche Super DLT I.

Inventée par Digital Equipment Corporation en 1984, cette technique a été rachetée par Quantum Corporation en 1994.
Une variante à plus haute capacité a été développée par la suite sous le nom de Super DLT (SDLT).

Une gamme « premier prix » a été développée par Benchmark Storage Innovations puis a été rachetée par Quantum en 2002.
Les cartouches DLT et SDLT sont produites par Fujifilm, Hitachi Maxell et Imation. 
Depuis 2005, les deux gammes sont appelées DLT-S et DLT-V. 
En 2007, Quantum arrête la production de ses lecteurs DLT et réoriente sa stratégie vers la technologie Linear Tape-Open (LTO).

## Historique
En 1984, DEC lance le lecteur TK50 pour les mini-ordinateurs MicroVAX II et PDP-11, utilisant des cartouches CompacTape I d'une capacité de 94 Mo à 22 pistes. Le lecteur TK70 le remplace en 1987 et la cartouche CompacTape II de 294 Mo à 48 pistes fait son apparition. En 1989, le format CompacTape III (plus tard nommé DLTtape III) est introduit, avec 128 pistes et une capacité de 2,6 Go. 

## Technologie
Les cartouches DLT utilisent une méthode d'enregistrement en serpentin linéaire avec plusieurs pistes sur une bande de 1/2″ (12,7 mm). Chaque cartouche dispose d'une seule bobine. La bande magnétique est extraite de la cartouche au moyen d'une amorce fixée à la bobine réceptrice à l'intérieur du lecteur. Les cartouches Super DLT introduisent un système d'asservissement optique pour maintenir les pistes de données correctement alignées avec les têtes de lecture et écriture. 

## Générations

### Lecteur
| Standard          | Capacité (GB) | Interface            | Vitesse de transfert (MB/s) | Date | Media     |
| ----------------- | ------------- | -------------------- | --------------------------- | ---- | --------- |
| TK50/TZ30         | 0.1           | propriétaire/SCSI    | 0.045                       | 1984 | CT I      |
| TK70              | 0.3           | proprietary          | 0.045                       | 1987 | CT II     |
| THZ01/DLT260/Tx85 | 2.6           | DSSI/SCSI            | 0.8                         | 1989 | DLT III   |
| THZ02/DLT600/Tx86 | 6             | DSSI/SCSI            | 0.8                         | 1991 | DLT III   |
| DLT2000/Tx87      | 10            | Fast SCSI-2          | 1.25                        | 1993 | DLT III   |
| DLT2000XT         | 15            | Fast SCSI-2          | 1.25                        | 1995 | DLT IIIXT |
| DLT4000/Tx88      | 20            | Fast SCSI-2          | 1.5                         | 1994 | DLT IV    |
| DLT7000/Tx89      | 35            | Fast/Wide SCSI-2     | 5                           | 1996 | DLT IV    |
| DLT8000           | 40            | Fast/Wide SCSI-2     | 6                           | 1999 | DLT IV    |
| SDLT 220          | 110           | Ultra-2              | 10                          | 1998 | SDLT I    |
| SDLT 320          | 160           | Ultra-2              | 16                          | 2002 | SDLT I    |
| SDLT 600          | 300           | Ultra 160/FC 2Gb     | 36                          | 2004 | SDLT II   |
| SDLT 600A         | 300           | GbE (FTP, HTTP)      | 36                          | 2005 | SDLT II   |
| DLT-S4            | 800           | Ultra 320/FC 4Gb/SAS | 60                          | 2006 | S4        |
| DLT-S5            | 1500?         |                      | 100?                        |      |           |
| Value line        |               |                      |                             |      |           |
| DLT1              | 40            | Fast/Wide SCSI-2     | 3                           | 1999 | DLT IV    |
| DLT-VS80          | 40            | Fast/Wide SCSI-2     | 3                           | 2001 | DLT IV    |
| DLT-VS160         | 80            | Ultra-2              | 8                           | 2003 | VS1       |
| DLT-V4            | 160           | Ultra 160/SATA       | 10                          | 2005 | VS1       |
| DLT-V5            | 250?          |                      | 18?                         |      |           |

### Media

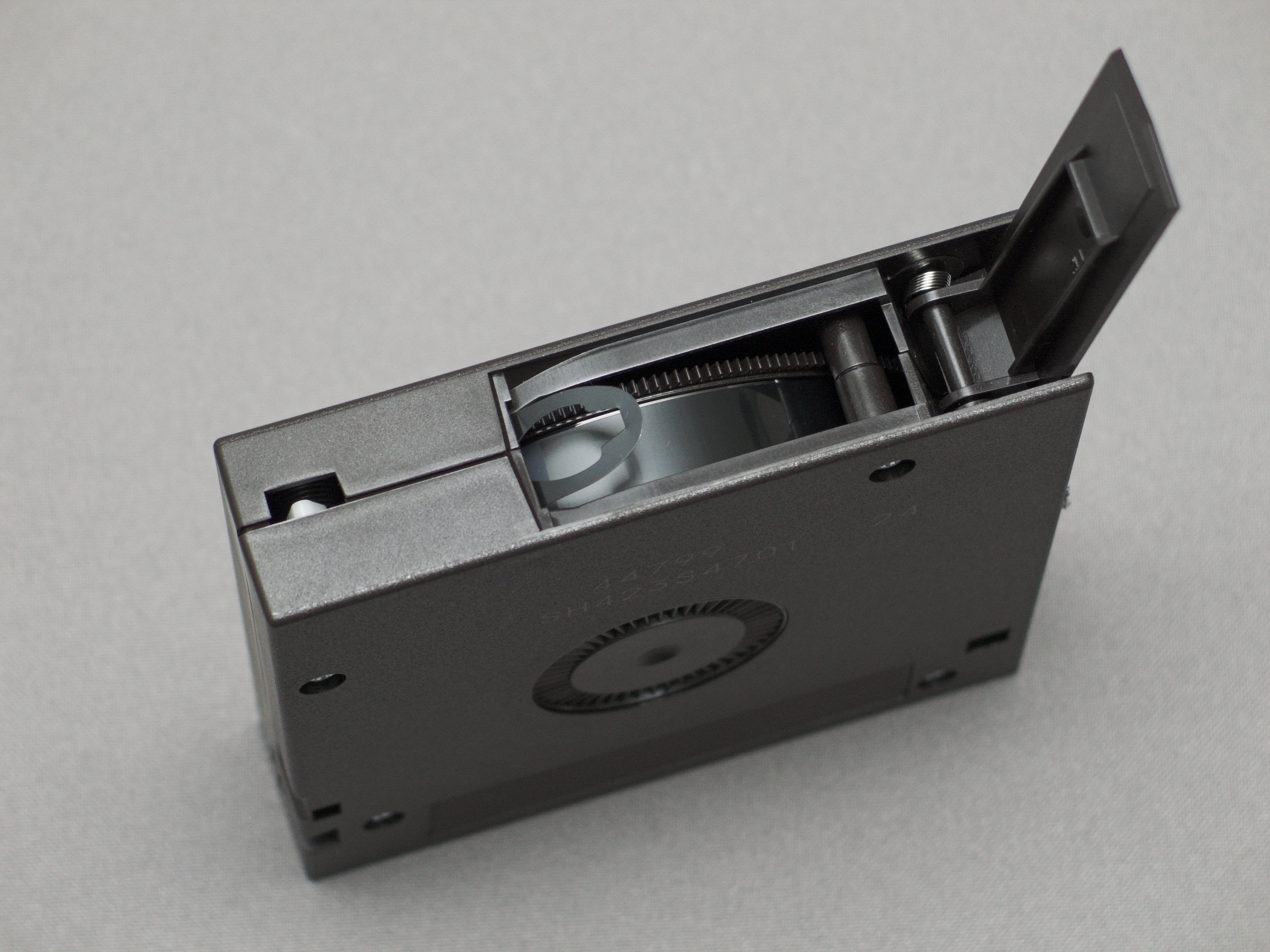
Cartouche DLT ouverte, l'amorce est visible.

| Name                    | Formats       | Color       | Supported by                           |
| ----------------------- | ------------- | ----------- | -------------------------------------- |
| CompacTape I            | 0.1           | Gray        | TK50/70                                |
| CompacTape II           | 0.3           | Gray        | TK70                                   |
| DLTtape III             | 2.6, 6, 10    | Light brown | DLT260/600, DLT2000/2000XT/4000/7000   |
| DLTtape IIIXT           | 15            | White       | DLT2000XT/4000/7000/8000               |
| DLTtape IV              | 20, 35, 40    | Dark brown  | DLT4000/7000/8000, SDLT220/320 (ro)    |
| Bande de nettoyage III  | 20 cleans     | Beige       | DLT2000/2000XT/4000/7000/8000          |
| SDLTtape I              | 110, 160, 320 | Dark green  | SDLT220/320, SDLT600 (ro), DLT-S4 (ro) |
| SDLTtape II             | 300           | Dark blue   | SDLT600, DLT-S4 (ro)                   |
| DLTtape S4              | 800           | Dark purple | DLT-S4                                 |
| SDLT Cleaning Tape      | 20 cleans     | Light gray  | SDLT220/320/600, DLT-S4                |
| DLTtape VS1             | 80, 160       | Ivory/Black | VS160, DLT-V4, SDLT600 (ro)            |
| DLT VS Cleaning Tape    | 20 cleans     | Brown       | DLT1, DLT-VS80                         |
| DLT VS160 Cleaning Tape | 20 cleans     | Light gray  | DLT-VS160, DLT-V4                      |

### En anglais
- (en) History of DLTtape™ Technology, du TK50 1984 au SDLT1 2001
- (en) [PDF] DLTtape™ Handbook, 8e éd. (Quantum 2001)
- (en) DLT Roadmap sur dlttape.com
- (en) Quantum Corp., page du lecteur DLT
- (en) Nécrologie du docteur Fred Hertrich, « père » du DLT

### Standards
- ECMA 197 Specification of DLT 2.
- ECMA 209 Specification of DLT 3.
- ECMA 231 Specification of DLT 4.
- ECMA 258 Specification of DLT 3-XT.
- ECMA 259 Specification of DLT 5.
- ECMA 286 Specification of DLT 6.
- ECMA 320 Specification of SDLT-1.